# Data Encryption Standard
DES (англ. Data Encryption Standard) — це симетричний алгоритм шифрування певних даних, стандарт шифрування прийнятий урядом США із 1976 до кінця 1990-х, з часом набув міжнародного застосування. Ще з часу свого розроблення алгоритм викликав неоднозначні відгуки. Оскільки DES містив засекречені елементи своєї структури, породжувались побоювання щодо можливості контролю з боку Національного Агентства Безпеки США (англ. National Security Agency). Алгоритм піддавався критиці за малу довжину ключа, що, врешті, після бурхливих обговорень та контролю академічної громадськості, не завадило йому стати загальноприйнятим стандартом. DES дав поштовх сучасним уявленням про блочні алгоритми шифрування та криптоаналіз.
Зараз DES вважається ненадійним в основному через малу довжину ключа (56 біт) та розмір блоку (64 біти). У 1999 ключ DES було публічно дешифровано за 22 години 15 хвилин. Вважається, що алгоритм достатньо надійний для застосування у модифікації 3-DES, хоча існують розроблені теоретичні атаки. DES поступово витісняється алгоритмом AES, що з 2002 року є стандартом США.
Щиро кажучи, існує різниця між стандартом DES (Data Encryption Standard) та алгоритмом DEA (Data Encryption Algorithm).

## Історія DES
Історія розробки DES сягає початку 1970-х і почалась за ініціативи Національного Бюро Стандартів США (англ. National Bureau of Standards) — тепер, Національний Інститут Стандартів і Технологій (англ. National Institute of Standards and Technology) — для забезпечення засекречених урядових даних. 15 травня 1973, після консультування із Національним Бюром Безпеки США, НБС оголосило конкурс на розробку алгоритму шифрування який би відповідав поставленим строгим архітектурним вимогам, однак, таких пропозицій не надійшло. Лише на другий конкурс 27 серпня 1974 IBM подала розробку яка задовільняла поставленим вимогам — алгоритм, розроблений в період 1973—1974, в основу якого був покладений шифр Хорста Фейстеля Люцифер.

### Хронологія
| Дата         | Рік  | Подія |
| ------------ | ---- | --- |
| 15 травня    | 1973 | Національне Бюро Стандартів (НБС) США опублікувало перший запит на стандарт алгоритму шифрування. Ніхто не відреагував                                                              |
| 27 серпня    | 1974 | НБС опублікувало другий запит на алгоритм шифрування. IBM подала заявку |
| 17 березня   | 1975 | DES опубліковано у Federal Register для коментарів |
| Серпень      | 1976 | Перший робоча зустріч по DES |
| Вересень     | 1976 | Друга робоча група, обговорення математичного підґрунтя DES |
| Листопад     | 1976 | DES погоджено як стандарт |
| 15 січня     | 1977 | DES опубліковано як стандарт FIPS PUB 46 |
|              | 1983 | DES знову підтверджується як стандарт |
| 22 січня     | 1988 | DES вдруге підтверджується як стандарт (FIPS 46-1) |
| Липень       | 1990 | Біхем і Шамір заново відкривають диференціальний криптоаналіз, і застосовують його до 15-раундової DES-подібної криптосистеми.                                                      |
|              | 1992 | Біхем і Шамір описують теоретичну атаку із меншою часовою складністю ніж повний перебір: диференціальний криптоаналіз. Однак, для її успішності необхідно 247 незашифрованих даних. |
| 30 грудня    | 1993 | DES втретє підтверджується як стандарт (FIPS 46-2) |
|              | 1994 | Вперше проведено експериментальний криптоаналіз DES використовуючи лінійний криптоаналіз (Matsui, 1994).                                                                            |
| червень      | 1997 | Вперше публічно зломано зашифроване повідомлення DES. Проект DESCHALL |
| липень       | 1998 | EFF's DES cracker (Deep Crack) дешифрує ключ DES за 56 годин. |
| січень       | 1999 | Разом Deep Crack та distributed.net дешифрують ключ DES за 22 години 15 хвилин. |
| 25 жовтня    | 1999 | DES вчетверте підтверджується як стандарт (FIPS 46-3), в якому зазначено, що надавати перевагу слід 3-DES.                                                                          |
| 26 листопада | 2001 | AES опубліковано як стандарт (FIPS 197) |
| 26 травня    | 2002 | AES вступає в силу |

## Опис алгоритму
DES є блочним шифром — дані шифруються блоками по 64 біти — 64 бітний блок явного тексту подається на вхід алгоритму, а 64-бітний блок шифрограми отримується в результаті роботи алгоритму. Крім того, як під час шифрування, так і під час дешифрування використовується один і той самий алгоритм (за винятком дещо іншого шляху утворення робочих ключів).
Ключ має довжину 56 біт (як правило, в джерельному вигляді ключ має довжину 64 біти, де кожний 8-й біт є бітом паритету, крім того, ці контрольні біти можуть бути винесені в останній байт ключа). Ключем може бути довільна 64-бітна комбінація, яка може бути змінена у будь-який момент часу. Частина цих комбінацій вважається слабкими ключами, оскільки може бути легко визначена. Безпечність алгоритму базується на безпечності ключа.
На найнижчому рівні алгоритм є ніщо інше, ніж поєднання двох базових технік шифрування: перемішування і підстановки. Цикл алгоритму, з яких і складається DES є комбінацією цих технік, коли як об'єкти перемішування виступають біти тексту, ключа і блоків підстановок.

### Початкова перестановка
На вході подаються 64-бітний блок даних, які переставляються згідно з таблицею:
| 1  | 2  | 3  | 4  | 5  | 6  | 7  | 8 | 9  | 10 | 11 | 12 | 13 | 14 | 15 | 16 | 17 | 18 | 19 | 20 | 21 | 22 | 23 | 24 | 25 | 26 | 27 | 28 | 29 | 30 | 31 | 32 |
| 58 | 50 | 42 | 34 | 26 | 18 | 10 | 2 | 60 | 52 | 44 | 36 | 28 | 20 | 12 | 4  | 62 | 54 | 46 | 38 | 30 | 22 | 14 | 6  | 64 | 56 | 48 | 40 | 32 | 24 | 16 | 8  |

| 33 | 34 | 35 | 36 | 37 | 38 | 39 | 40 | 41 | 42 | 43 | 44 | 45 | 46 | 47 | 48 | 49 | 50 | 51 | 52 | 53 | 54 | 55 | 56 | 57 | 58 | 59 | 60 | 61 | 62 | 63 | 64 |
| 57 | 49 | 41 | 33 | 25 | 17 | 9  | 1  | 59 | 51 | 43 | 35 | 27 | 19 | 11 | 3  | 61 | 53 | 45 | 37 | 29 | 21 | 13 | 5  | 63 | 55 | 47 | 39 | 31 | 23 | 15 | 7  |

### 16 раундів
Далі 16 разів повторюються наступні операції:

### Функція розширення блоку
Функція Е розширює 32-бітовий вектор {\displaystyle R_{i-1}} до 48-бітового вектора {\displaystyle E(R_{i-1})} шляхом повторення деяких біт з {\displaystyle R_{i-1}} згідно з таблицею:
| _  | 1 | 2 | 3 | 4 | _ | _ | 5 | 6 | 7 | 8 | _ | _ | 9 | 10 | 11 | 12 | _  | _  | 13 | 14 | 15 | 16 | _  | _  | 17 | 18 | 19 | 20 | _  | _  | 21 | 22 | 23 | 24 | _  | _  | 25 | 26 | 27 | 28 | _  | _  | 29 | 30 | 31 | 32 | _ |
| 32 | 1 | 2 | 3 | 4 | 5 | 4 | 5 | 6 | 7 | 8 | 9 | 8 | 9 | 10 | 11 | 12 | 13 | 12 | 13 | 14 | 15 | 16 | 17 | 16 | 17 | 18 | 19 | 20 | 21 | 20 | 21 | 22 | 23 | 24 | 25 | 24 | 25 | 26 | 27 | 28 | 29 | 28 | 29 | 30 | 31 | 32 | 1 |

Перший рядок — номери вхідних біт, другий рядок — вихідні біти. Повторення номерів, означає повторення біт.

### Додавання раундового ключаki{\displaystyle k_{i}}
Блок 48 біт XOR'иться з раундовим ключем {\displaystyle k_{i}}.

### Таблиці підстановки
S-блоки мають вигляд:
|   | 0  | 1  | 2  | 3  | 4  | 5  | 6  | 7  | 8  | 9  | 10 | 11 | 12 | 13 | 14 | 15 |                       |
| - | -- | -- | -- | -- | -- | -- | -- | -- | -- | -- | -- | -- | -- | -- | -- | -- | --------------------- |
|   |    |    |    |    |    |    |    |    |    |    |    |    |    |    |    |    |                       |
| 0 | 14 | 4  | 13 | 1  | 2  | 15 | 11 | 8  | 3  | 10 | 6  | 12 | 5  | 9  | 0  | 7  |                       |
| 1 | 0  | 15 | 7  | 4  | 14 | 2  | 13 | 1  | 10 | 6  | 12 | 11 | 9  | 5  | 3  | 8  | {\displaystyle S_{1}} |
| 2 | 4  | 1  | 14 | 8  | 13 | 6  | 2  | 11 | 15 | 12 | 9  | 7  | 3  | 10 | 5  | 0  |                       |
| 3 | 15 | 12 | 8  | 2  | 4  | 9  | 1  | 7  | 5  | 11 | 3  | 14 | 10 | 0  | 6  | 13 |                       |
|   |    |    |    |    |    |    |    |    |    |    |    |    |    |    |    |    |                       |
| 0 | 15 | 1  | 8  | 14 | 6  | 11 | 3  | 4  | 9  | 7  | 2  | 13 | 12 | 0  | 5  | 10 |                       |
| 1 | 3  | 13 | 4  | 7  | 15 | 2  | 8  | 14 | 12 | 0  | 1  | 10 | 6  | 9  | 11 | 5  | {\displaystyle S_{2}} |
| 2 | 0  | 14 | 7  | 11 | 10 | 4  | 13 | 1  | 5  | 8  | 12 | 6  | 9  | 3  | 2  | 15 |                       |
| 3 | 13 | 8  | 10 | 1  | 3  | 15 | 4  | 2  | 11 | 6  | 7  | 12 | 0  | 5  | 14 | 9  |                       |
|   |    |    |    |    |    |    |    |    |    |    |    |    |    |    |    |    |                       |
| 0 | 10 | 0  | 9  | 14 | 6  | 3  | 15 | 5  | 1  | 13 | 12 | 7  | 11 | 4  | 2  | 8  |                       |
| 1 | 13 | 7  | 0  | 9  | 3  | 4  | 6  | 10 | 2  | 8  | 5  | 14 | 12 | 11 | 15 | 1  | {\displaystyle S_{3}} |
| 2 | 13 | 6  | 4  | 9  | 8  | 15 | 3  | 0  | 11 | 1  | 2  | 12 | 5  | 10 | 14 | 7  |                       |
| 3 | 1  | 10 | 13 | 0  | 6  | 9  | 8  | 7  | 4  | 15 | 14 | 3  | 11 | 5  | 2  | 12 |                       |
|   |    |    |    |    |    |    |    |    |    |    |    |    |    |    |    |    |                       |
| 0 | 7  | 13 | 14 | 3  | 0  | 6  | 9  | 10 | 1  | 2  | 8  | 5  | 11 | 12 | 4  | 15 |                       |
| 1 | 13 | 8  | 11 | 5  | 6  | 15 | 0  | 3  | 4  | 7  | 2  | 12 | 1  | 10 | 14 | 9  | {\displaystyle S_{4}} |
| 2 | 10 | 6  | 9  | 0  | 12 | 11 | 7  | 13 | 15 | 1  | 3  | 14 | 5  | 2  | 8  | 4  |                       |
| 3 | 3  | 15 | 0  | 6  | 10 | 1  | 13 | 8  | 9  | 4  | 5  | 11 | 12 | 7  | 2  | 14 |                       |
|   |    |    |    |    |    |    |    |    |    |    |    |    |    |    |    |    |                       |
| 0 | 2  | 12 | 4  | 1  | 7  | 10 | 11 | 6  | 8  | 5  | 3  | 15 | 13 | 0  | 14 | 9  |                       |
| 1 | 14 | 11 | 2  | 12 | 4  | 7  | 13 | 1  | 5  | 0  | 15 | 10 | 3  | 9  | 8  | 6  | {\displaystyle S_{5}} |
| 2 | 4  | 2  | 1  | 11 | 10 | 13 | 7  | 8  | 15 | 9  | 12 | 5  | 6  | 3  | 0  | 14 |                       |
| 3 | 11 | 8  | 12 | 7  | 1  | 14 | 2  | 13 | 6  | 15 | 0  | 9  | 10 | 4  | 5  | 3  |                       |
|   |    |    |    |    |    |    |    |    |    |    |    |    |    |    |    |    |                       |
| 0 | 12 | 1  | 10 | 15 | 9  | 2  | 6  | 8  | 0  | 13 | 3  | 4  | 14 | 7  | 5  | 11 |                       |
| 1 | 10 | 15 | 4  | 2  | 7  | 12 | 9  | 5  | 6  | 1  | 13 | 14 | 0  | 11 | 3  | 8  | {\displaystyle S_{6}} |
| 2 | 9  | 14 | 15 | 5  | 2  | 8  | 12 | 3  | 7  | 0  | 4  | 10 | 1  | 13 | 11 | 6  |                       |
| 3 | 4  | 3  | 2  | 12 | 9  | 5  | 15 | 10 | 11 | 14 | 1  | 7  | 6  | 0  | 8  | 13 |                       |
|   |    |    |    |    |    |    |    |    |    |    |    |    |    |    |    |    |                       |
| 0 | 4  | 11 | 2  | 14 | 15 | 0  | 8  | 13 | 3  | 12 | 9  | 7  | 5  | 10 | 6  | 1  |                       |
| 1 | 13 | 0  | 11 | 7  | 4  | 9  | 1  | 10 | 14 | 3  | 5  | 12 | 2  | 15 | 8  | 6  | {\displaystyle S_{7}} |
| 2 | 1  | 4  | 11 | 13 | 12 | 3  | 7  | 14 | 10 | 15 | 6  | 8  | 0  | 5  | 9  | 2  |                       |
| 3 | 6  | 11 | 13 | 8  | 1  | 4  | 10 | 7  | 9  | 5  | 0  | 15 | 14 | 2  | 3  | 12 |                       |
|   |    |    |    |    |    |    |    |    |    |    |    |    |    |    |    |    |                       |
| 0 | 13 | 2  | 8  | 4  | 6  | 15 | 11 | 1  | 10 | 9  | 3  | 14 | 5  | 0  | 12 | 7  |                       |
| 1 | 1  | 15 | 13 | 8  | 10 | 3  | 7  | 4  | 12 | 5  | 6  | 11 | 0  | 14 | 9  | 2  | {\displaystyle S_{8}} |
| 2 | 7  | 11 | 4  | 1  | 9  | 12 | 14 | 2  | 0  | 6  | 10 | 13 | 15 | 3  | 5  | 8  |                       |
| 3 | 2  | 1  | 14 | 7  | 4  | 10 | 8  | 13 | 15 | 12 | 9  | 0  | 3  | 5  | 6  | 11 |                       |

«Розширені» біти використовуються для визначення номера 0-1-2-3 таблиці (ліва колонка).

### Перестановка
Далі виконується перестановка
| 1  | 2 | 3  | 4  | 5  | 6  | 7  | 8  | 9 | 10 | 11 | 12 | 13 | 14 | 15 | 16 | 17 | 18 | 19 | 20 | 21 | 22 | 23 | 24 | 25 | 26 | 27 | 28 | 29 | 30 | 31 | 32 |
| 16 | 7 | 20 | 21 | 29 | 12 | 28 | 17 | 1 | 15 | 23 | 26 | 5  | 18 | 31 | 10 | 2  | 8  | 24 | 14 | 32 | 27 | 3  | 9  | 19 | 13 | 30 | 6  | 22 | 11 | 4  | 25 |

### XORлівої і правої частин
За формулою
{\displaystyle R_{i}=L_{i-1}\oplus f(R_{i-1},k_{i})}
отримуємо значення {\displaystyle R_{i}}.

### Кінцева перестановка
Після 16-ти раундів застосовуюєть перестановка біт:
| 1  | 2 | 3  | 4  | 5  | 6  | 7  | 8  | 9  | 10 | 11 | 12 | 13 | 14 | 15 | 16 | 17 | 18 | 19 | 20 | 21 | 22 | 23 | 24 | 25 | 26 | 27 | 28 | 29 | 30 | 31 | 32 | 33 | 34 | 35 | 36 | 37 | 38 | 39 | 40 | 41 | 42 | 43 | 44 | 45 | 46 | 47 | 48 | 49 | 50 | 51 | 52 | 53 | 54 | 55 | 56 | 57 | 58 | 59 | 60 | 61 | 62 | 63 | 64 |
| 40 | 8 | 48 | 16 | 56 | 24 | 64 | 32 | 39 | 7  | 47 | 15 | 55 | 23 | 63 | 31 | 38 | 6  | 46 | 14 | 54 | 22 | 62 | 30 | 37 | 5  | 45 | 13 | 53 | 21 | 61 | 29 | 36 | 4  | 44 | 12 | 52 | 20 | 60 | 28 | 35 | 3  | 43 | 11 | 51 | 19 | 59 | 27 | 34 | 2  | 42 | 10 | 50 | 18 | 58 | 26 | 33 | 1  | 41 | 9  | 49 | 17 | 57 | 25 |

Вхідний перший біт ставить на місце номер 40, другий біт на місце номер 8 і т. д.
В DES використовується 16 циклів, вихідними даними для кожного з них 64 є біти відкритого тексту (на вході першого раунду) чи 64 біти з результату роботи попереднього раунду (у всіх наступних), ключ і блоки підстановок.
Алгоритм використовує лише стандартні елементарні логічні операції (зсув, сума по модулю два(XOR)) на числах довжиною 64 біти, що значно полегшує програмування алгоритму і прискорює його роботу у інтегральних мікросхемах. Циклічний характер алгоритму в сумі з ідеальною здатністю до запрограмовування робить алгоритм швидким і легким до розуміння.

## Розширення ключа (генерація раундових ключівki{\displaystyle k_{i}})
Ключі {\displaystyle k_{i}} отримують з початкового ключа k (64 біт = 8 байтів або 8 символів у ASCII) наступним чином. Вісім бітів, що знаходять в позиціях 8, 16, 24, 32, 40, 48, 56, 64 додаються в ключ k таким чином щоб кожен байт містив непарне число одиниць. Це використовується для виявлення помилок при обміні і зберіганні ключів. Потім роблять перестановку для розширеного ключа (крім доданих бітів номер 8, 16, 24, 32, 40, 48, 56, 64). Така перестановка визначена в таблиці 5.
| 57 | 49 | 41 | 33 | 25 | 17 | 9  | 1 | 58 | 50 | 42 | 34 | 26 | 18 | 10 | 2 | 59 | 51 | 43 | 35 | 27 | 19 | 11 | 3 | 60 | 52 | 44 | 36 | {\displaystyle C_{0}} |
| 63 | 55 | 47 | 39 | 31 | 23 | 15 | 7 | 62 | 54 | 46 | 38 | 30 | 22 | 14 | 6 | 61 | 53 | 45 | 37 | 29 | 21 | 13 | 5 | 28 | 20 | 12 | 4  | {\displaystyle D_{0}} |

Ця перестановка визначається двома блоками {\displaystyle C_{0}} і {\displaystyle D_{0}} по 28 біт кожен.
Перші 3 біта {\displaystyle C_{0}} є біти 57, 49, 41 розширеного ключа. А перші три біта {\displaystyle D_{0}} є біти 63, 55, 47 розширеного ключа.
Для раундів {\displaystyle C_{i},D_{i}} i = 1,2,3 … отримують з {\displaystyle C_{i-1},D_{i-1}} одним або двома лівими циклічними зрушеннями згідно з таблицею:
| i-й раунд    | 1 | 2 | 3 | 4 | 5 | 6 | 7 | 8 | 9 | 10 | 11 | 12 | 13 | 14 | 15 | 16 |
| ------------ | - | - | - | - | - | - | - | - | - | -- | -- | -- | -- | -- | -- | -- |
| Число зсувів | 1 | 1 | 2 | 2 | 2 | 2 | 2 | 2 | 1 | 2  | 2  | 2  | 2  | 2  | 2  | 1  |

Ключ {\displaystyle k_{i}}, i = 1, … 16 складається з 48 біт, вибраних з бітів вектора {\displaystyle C_{i}D_{i}} (56 біт) згідно з приведеною нижче таблицею.
Перший і другий біти {\displaystyle k_{i}} є біти 14, 17 вектора {\displaystyle C_{i}D_{i}}
| i-й біт раундового ключа                         | 1  | 2  | 3  | 4  | 5 | 6 | 7 | 8  | 9  | 10 | 11 | 12 | 13 | 14 | 15 | 16 | 17 | 18 | 19 | 20 | 21 | 22 | 23 | 24 | 25 | 26 | 27 | 28 | 29 | 30 | 31 | 32 | 33 | 34 | 35 | 36 | 37 | 38 | 39 | 40 | 41 | 42 | 43 | 44 | 45 | 46 | 47 | 48 |
| номери біт 3 векторів {\displaystyle C_{i}D_{i}} | 14 | 17 | 11 | 24 | 1 | 5 | 3 | 28 | 15 | 6  | 21 | 10 | 23 | 19 | 12 | 4  | 26 | 8  | 16 | 7  | 27 | 20 | 13 | 2  | 41 | 52 | 31 | 37 | 47 | 55 | 30 | 40 | 51 | 45 | 33 | 48 | 44 | 49 | 39 | 56 | 34 | 53 | 46 | 42 | 50 | 36 | 29 | 32 |

Біти номер 1-48 використовують для раундового XORу.

## Приклад роботи алгоритму
Для ключа
00 00 00 00 00 00 00 00 (НЕХ)
та тексту
00 00 00 00 00 00 00 00 (НЕХ)
Результати шифрування відкритого тексту ключем
8C A6 4D E9 C1 B1 23 A7 (НЕХ)
(test vector 8ca64de9c1b123a7)

## Детальний приклад
Ключ FEDCBA9876543210 (НЕХ)
Відкритий текст 0123456789ABCDEF (НЕХ)
Результат ED39D950FA74BCC4 (НЕХ)

## Слабкі ключі
Слабкими ключами називається ключі k такі, що {\displaystyle DES_{k}(DES_{k}(x))=x}, де x — 64-бітний блок.
Відомі 4 слабких ключа, вони наведені в таблиці 9.
Для кожного слабкого ключа існує {\displaystyle 2^{32}} нерухомі точки, тобто, таких 64-бітових блоків х, для яких {\displaystyle DES_{k}(x)=x}.
| Слабкі ключі (hexadecimal) | {\displaystyle C_{0}}    | {\displaystyle D_{0}}    |
| 0101-0101-0101-0101        | {\displaystyle [0]^{28}} | {\displaystyle [0]^{28}} |
| FEFE-FEFE-FEFE-FEFE        | {\displaystyle [1]^{28}} | {\displaystyle [1]^{28}} |
| 1F1F-1F1F-0E0E-0E0E        | {\displaystyle [0]^{28}} | {\displaystyle [1]^{28}} |
| E0E0-E0E0-F1F1-F1F1        | {\displaystyle [1]^{28}} | {\displaystyle [0]^{28}} |

{\displaystyle [0]^{28}} позначає вектор, що складається з 28 нульових бітів.
Наприклад, для ключа
FE FE FE FE FE FE FE FE (НЕХ)
та тексту
01 23 45 67 89 AB CD EF (НЕХ)
Результати шифрування відкритого тексту ключем
6D CE 0D C9 00 65 56 A3 (НЕХ)
далі, для ключа
FE FE FE FE FE FE FE FE (НЕХ)
та тексту
6D CE 0D C9 00 65 56 A3 (НЕХ)
Результати шифрування відкритого тексту ключем
01 23 45 67 89 AB CD EF (НЕХ)

## Захист та криптоаналіз
Оскільки DES — порівняно старий криптоалгоритм, існує багато публікацій щодо його криптоаналізу. Дуже ґрунтовну оцінку безпеки DES дано Брюсом Шнаєром, який у своїй відомій книзі «Прикладна криптографія» розбирає та впорядковує велику кількість публікацій щодо криптоаналізу DES.
Тепер DES вважається нестійким, оскільки:
1. Розмір ключа — 56 бітів — замалий, тому існує реальна загроза пошуку ключа лобовою атакою (послідовним перебором).
2. DES нестійкий до лінійного криптоаналізу (тобто лінійна атака дозволяє знайти ключ DES швидше, ніж послідовний перебір).

В той же час, повний 16-раундовий DES стійкий до диференційного криптоаналізу.
Через високу розповсюдженість DES було запропоновано багато ідей щодо підвищення його безпеки, зокрема, замінити S-блоки DES новими, стійкими до лінійної атаки. Однак, широке практичне застосування жодна з видозмінених версій DES не набула. Винятком є потрійний DES, однак, це не видозміна алгоритму, а лише особливий режим шифрування звичайним DES.